# 腰折雀
腰折雀（こしおれすずめ）とは，『宇治拾遺物語』（四十八「雀報恩の事」巻三の十六）に入っている説話である。

## あらすじ
あるところに優しいお婆さんがいた。ある日のこと、腰の折れた雀を助け出し、水や米をやったりしていろいろと世話をした。そのうち、ケガも治って元気になった雀はどこかへ飛んでいった。しばらくして再びお婆さんの所を訪れた雀は、世話になったお礼といって種を置いていった。
その種を庭に埋めたところ、芽が出てどんどん生長をし、やがてたくさんの瓢箪が生った。その瓢箪を軒先に干しておいたところ、瓢箪から米がポロポロと出てくるようになった。いくら取り出しても米は尽きることなく出てくるので、お婆さんは食べ物に困らなくなり裕福になった。
それを見ていた隣に住んでいた欲の深いお婆さんは、自分も真似をしようとして怪我をした雀がいないかと探していたが、なかなか見つからなかったので、米を撒き、食べに来た雀に石を投げわざと怪我をさせた。その雀を持って帰り、朝晩と介抱をし、やがて放してしまった。
しばらくして、その雀がやってきて種を置いて行った。早速お婆さんはその種をまいた。やがて芽が出て生長をし瓢箪が生った。お婆さんは瓢箪を収穫ししばらく置いていたが、いつまでたっても何も出てこないので、頭に来たお婆さんは斧で叩き割った。そうしたら毒虫やら何やらがウジャウジャ出てきてお婆さんを襲い、とうとう殺されてしまった。